# 利索維奇 (塔拉夏區)
49°30′47″N 30°27′59″E / 49.51306°N 30.46639°E
利索維奇（烏克蘭語：Лісовичі）是位於烏克蘭北部的村莊，由基辅州白采爾克瓦區的塔拉夏市鎮負責管轄。該村始建於1648年，面積8.79平方公里，海拔高度200米，2025年該村落人口1,095。